# آلفردو دوینچنزی
آلفردو دوینچنزی (انگلیسی: Alfredo Devincenzi؛ زادهٔ ۹ ژوئن ۱۹۰۷) یک بازیکن فوتبال اهل آرژانتین است.
وی همچنین در تیم ملی فوتبال آرژانتین بازی کرده‌است.